# Нижня Будаківка
Ни́жня Будаківка — село в Україні, у Заводській міській громаді Миргородського району Полтавської області. Населення становить 218
осіб. Колишній орган місцевого самоврядування — Бодаквянська сільська рада.

## Географія
Село Нижня Будаківка знаходиться на берегах річки Бодаква і її притоки Буйлів Яр, на відстані 0,5 км від сіл Червоні Луки та Тернове (ліквідоване).

## Історія
Село включене до Бодаквянської сільської ради 1960 року, до цього село належало до Петрівсько-Роменського району.

## Об'єкти соціальної сфери
- ФАП
- відділення поштового зв'язку.
- Свято-Миколаївська Церква ПЦУ. За підтримки небайдужих громадян[1] релігійна установа[2] змінила підпорядкування.

 МИ ДОТРИМАЛИ СЛОВО.ДОРОГА, НИЖНЯ БУДАКІВКА та ЧЕРВОНІ ЛУКИ. АНЕКДОТ з ЕЙФЕЛЕВОЇ башти на YouTube
 Свято Миколаївська церква.Нижня Будаківка. Є! ПЕРША ЕКСКУРСІЯ з Полтави. на YouTube
 Етнографічна експедиція. Нижня Будаківка. ЧОМУ ЇЇ ПІДТРИМАЛИ ТІЛЬКИ ПІДПРИЄМЦІ ЛОХВИЦІ?! на YouTube
 Як вигнати злого духа!? Боротьба з бездуховністю в Нижній Будаківці на YouTube
 ШОК!!! ТАКОГО ще не було...Як вигнати злого духа! Частина 2. на YouTube

## Відомі люди
- Шинкарук Ніна Петрівна — українська театральна акторка, провідна майстриня сцени комунального закладу «Запорізький академічний обласний український музично-драматичний театр імені Володимира Магара» Запорізької обласної ради. Народна артистка України.

## Фотогалерея

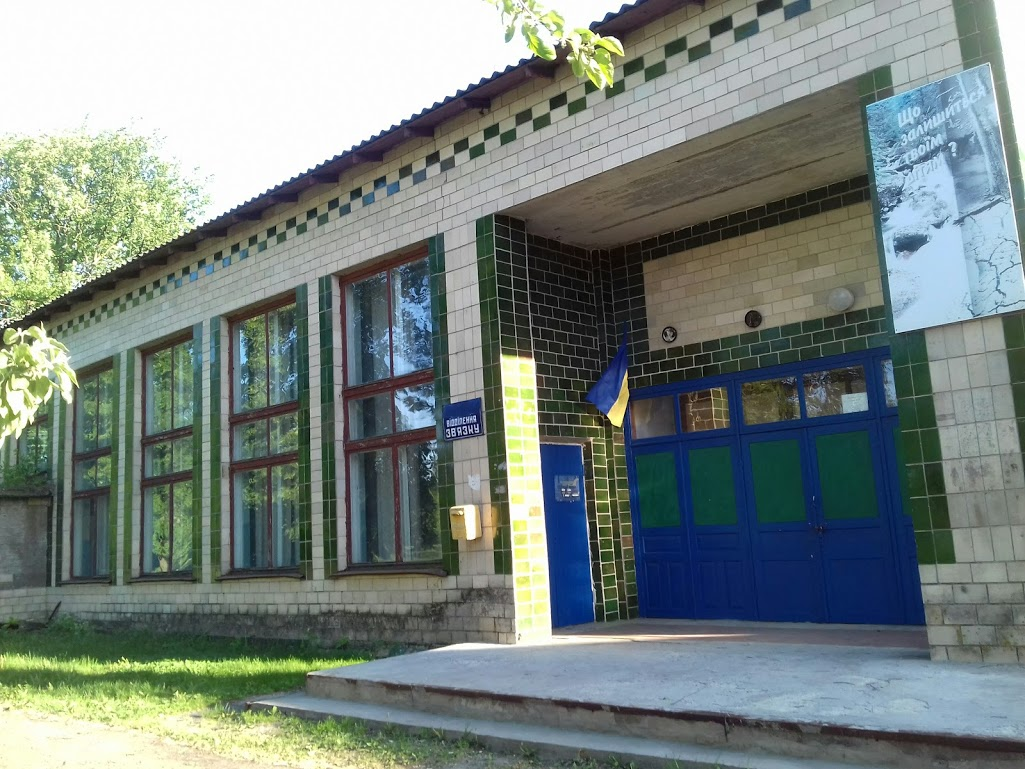
Парадний вхід Будинку культури села Нижня Будаківка
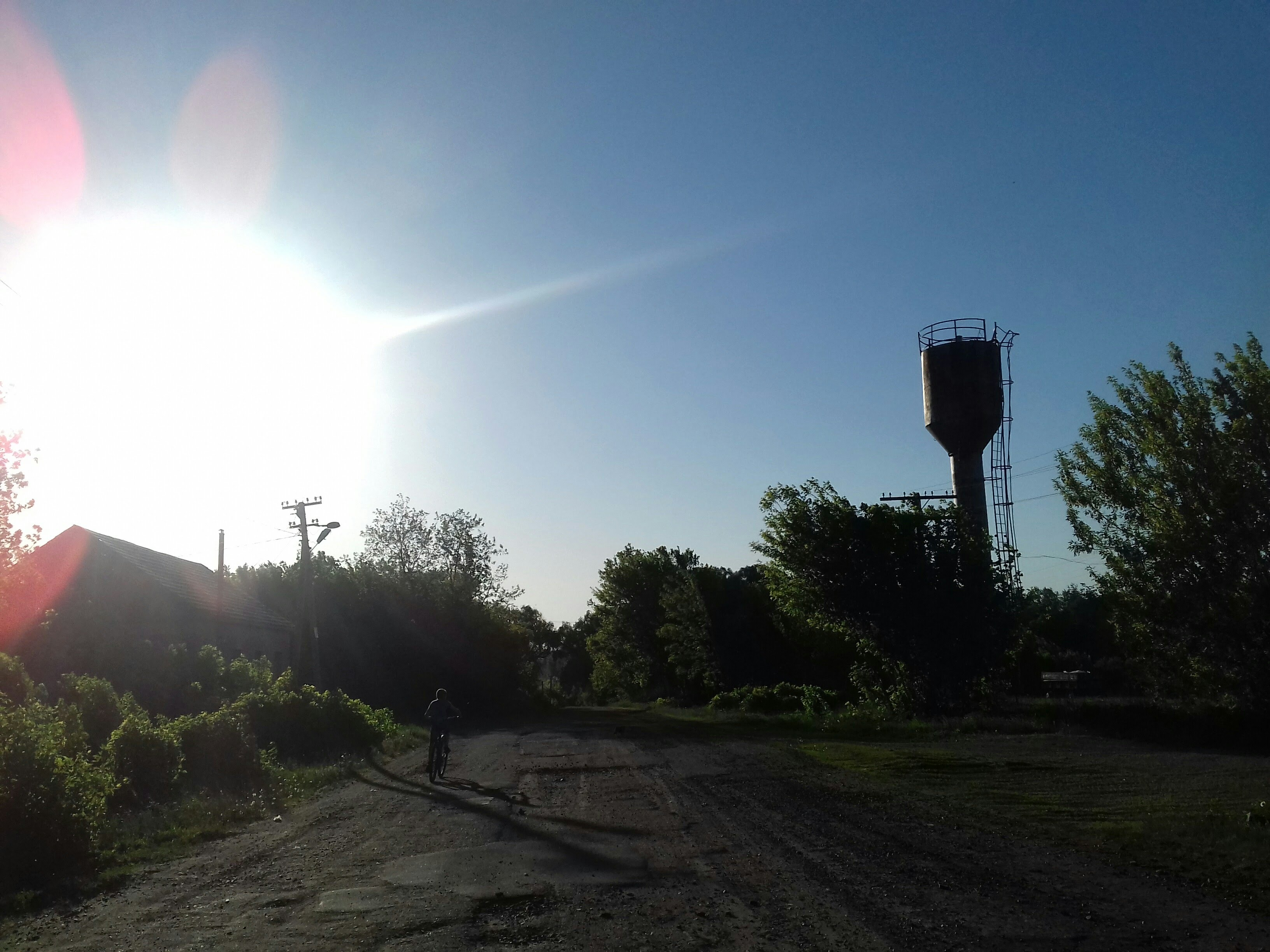
Центральна вулиця
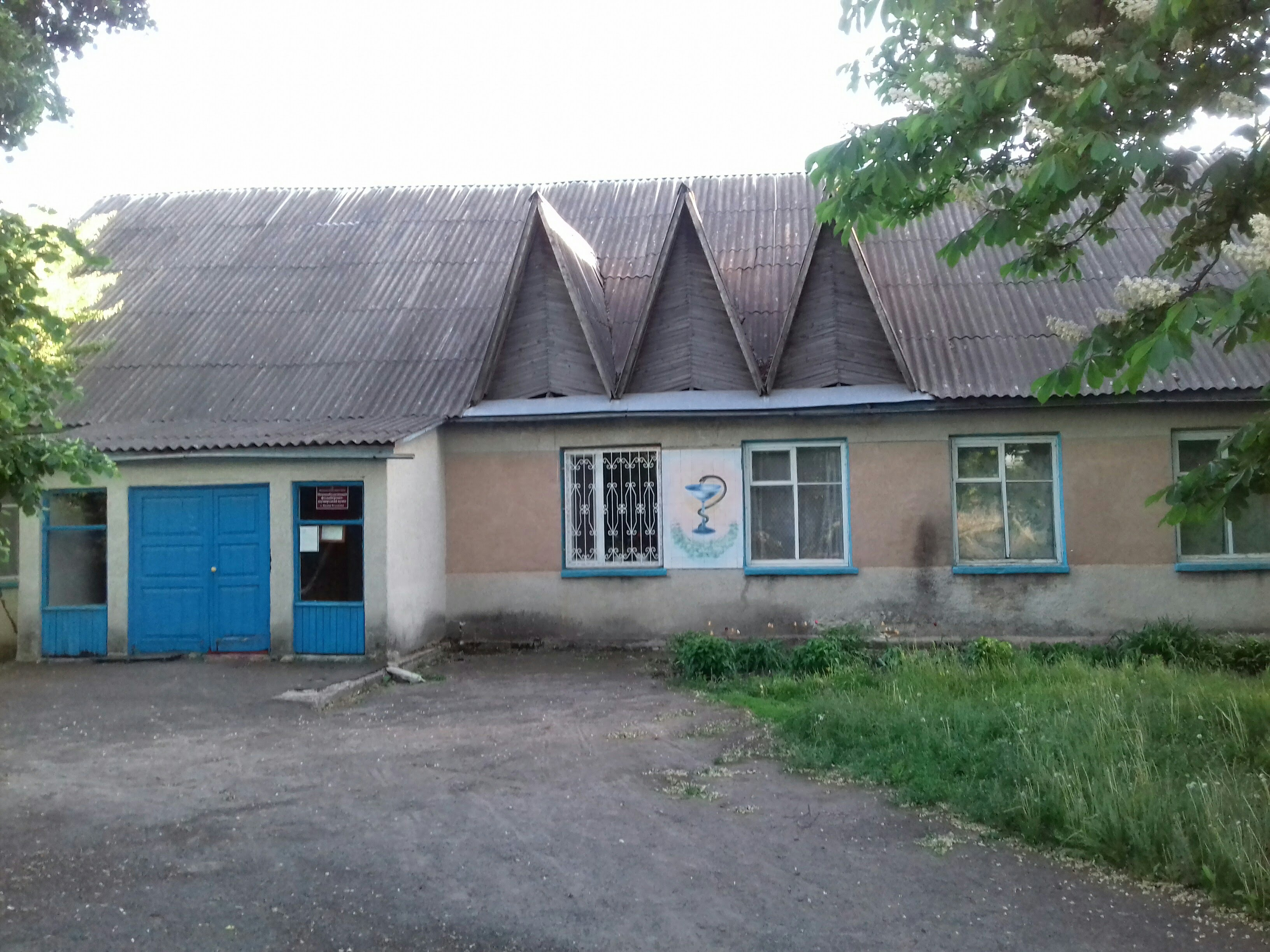
Сільська амбулаторія
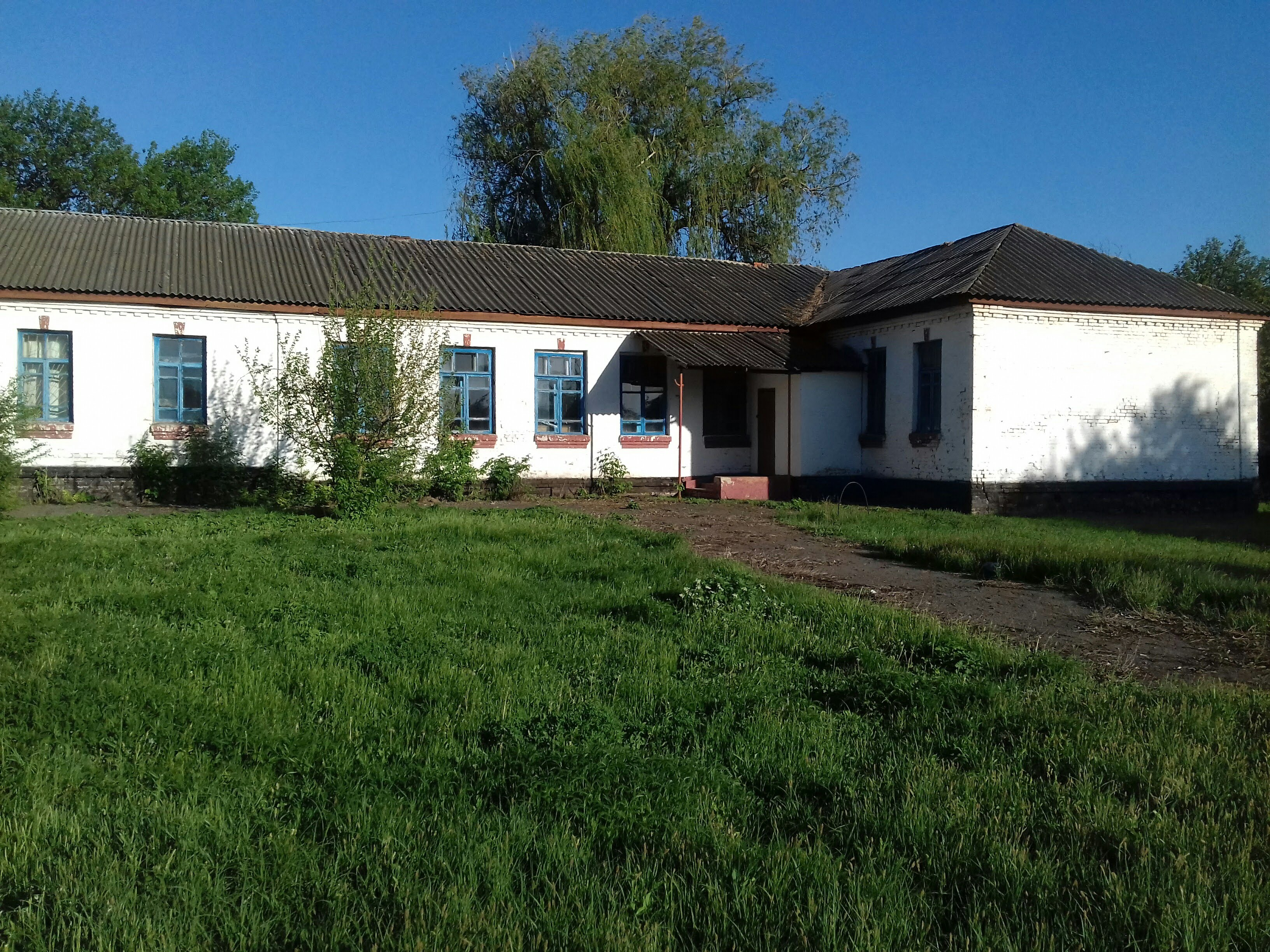
Стара школа села Нижня Будаківка
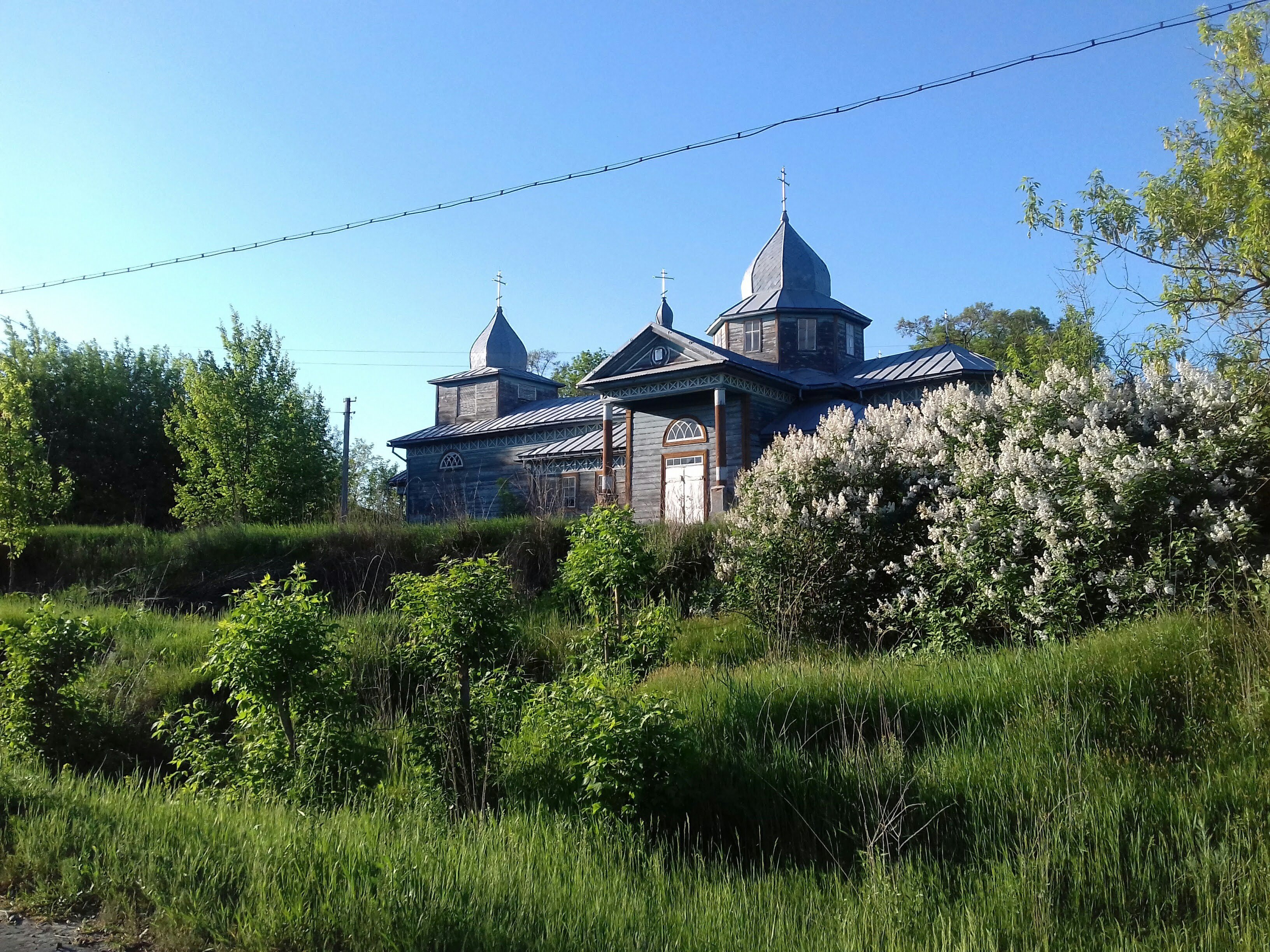
Дерев'яна церква, пам'ятка архітектури.
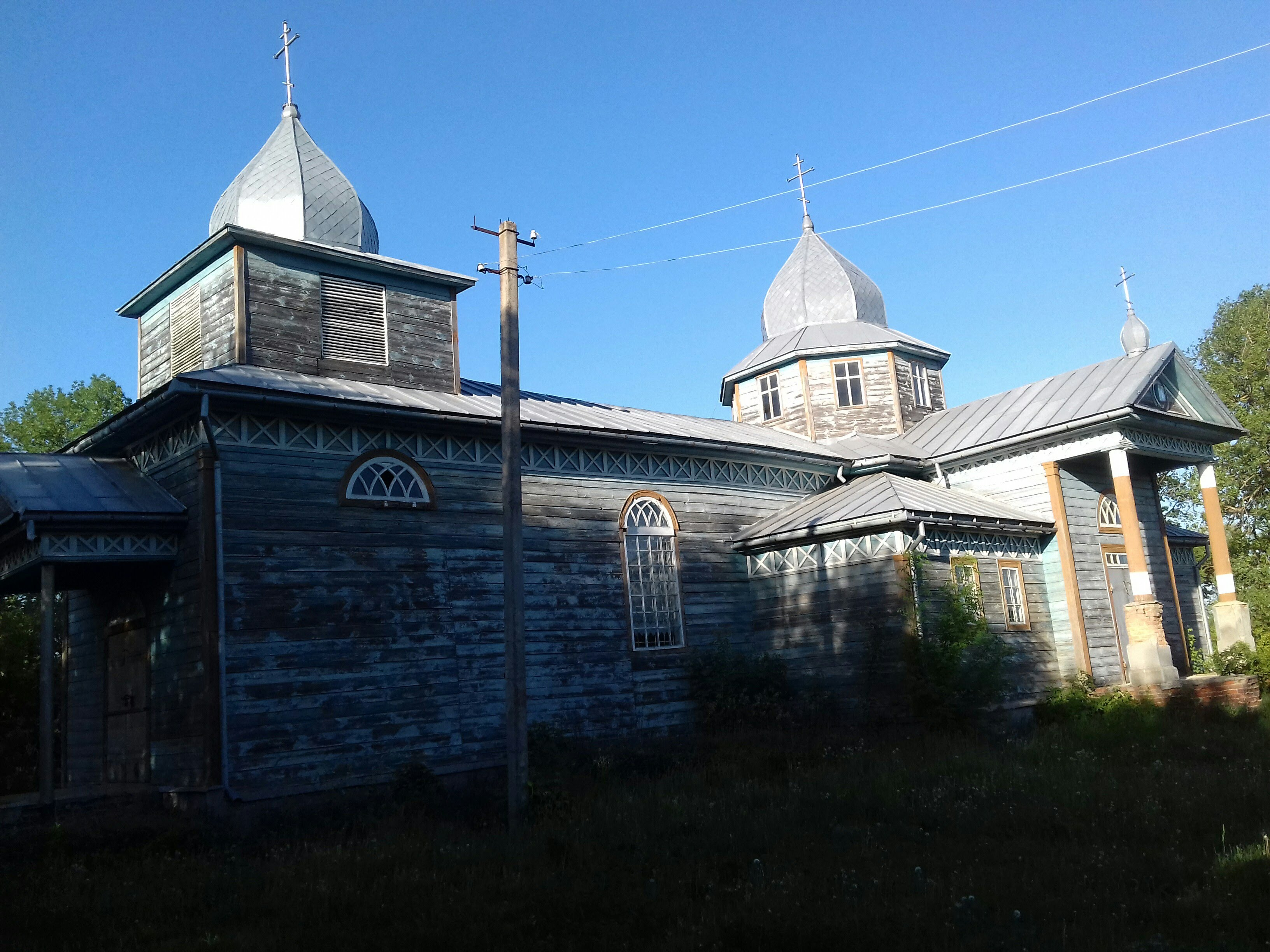
Миколаївська церква
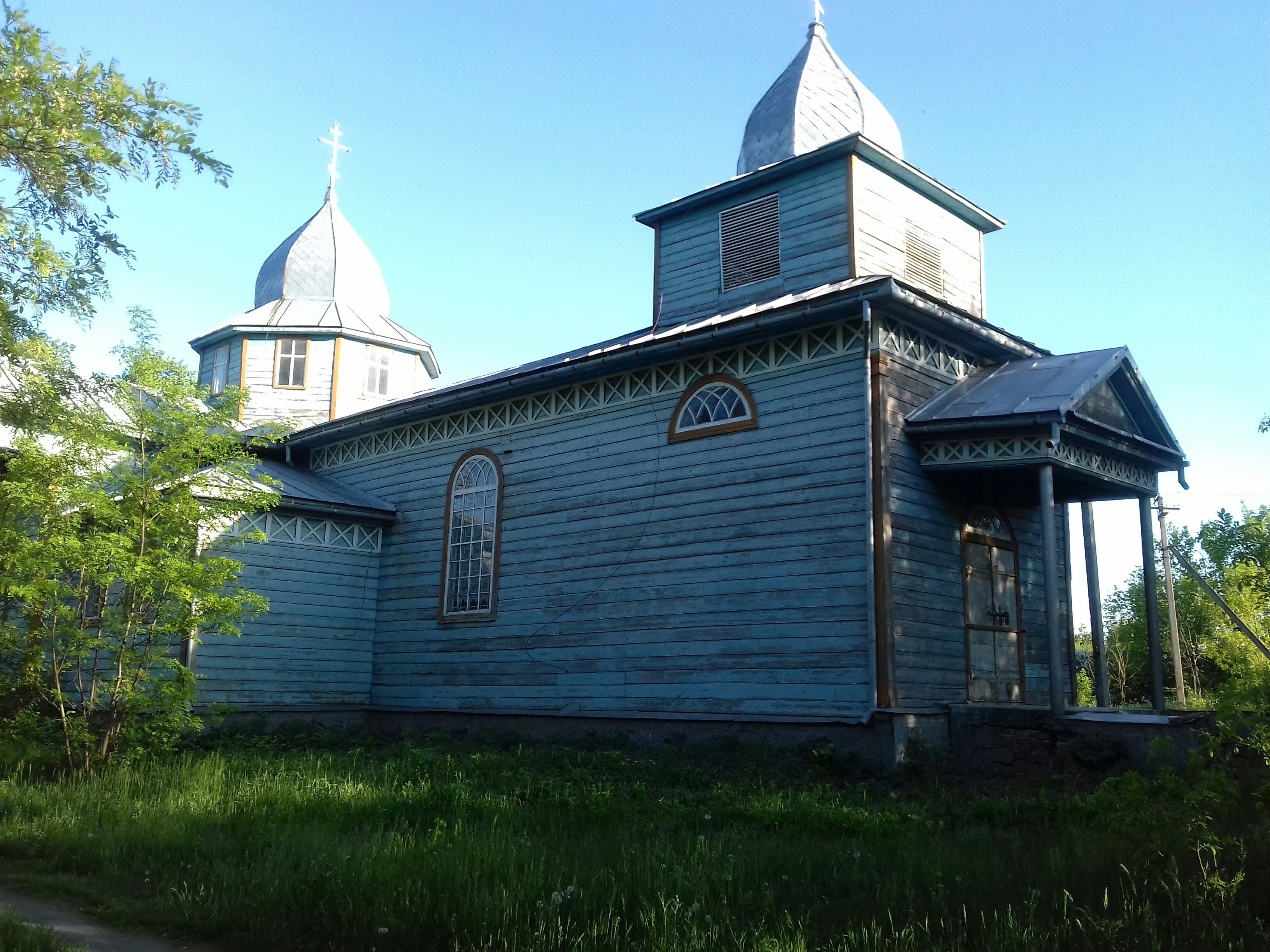
Миколаївська церква. Належить московському патріархату.
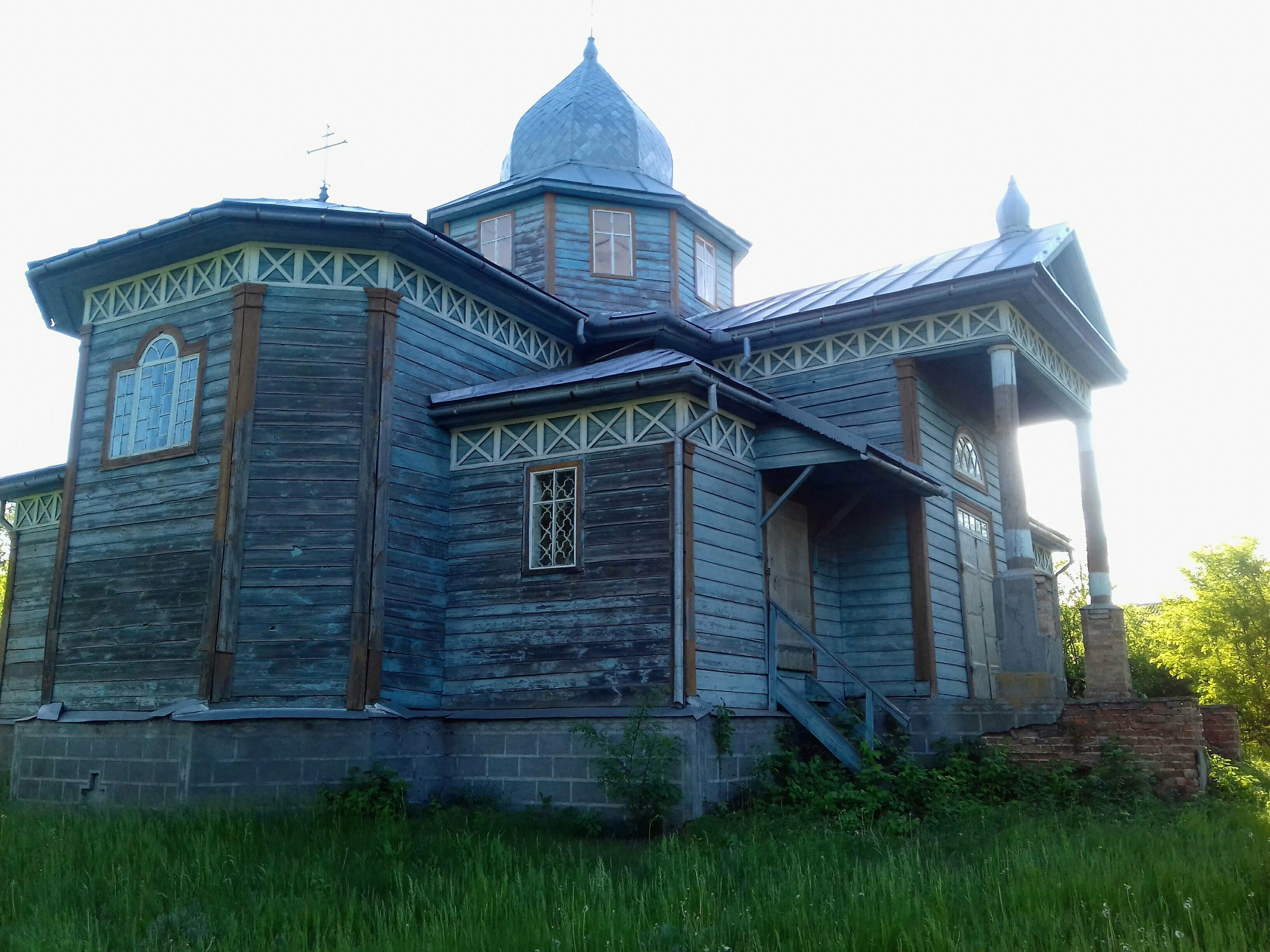
Миколаївська церква
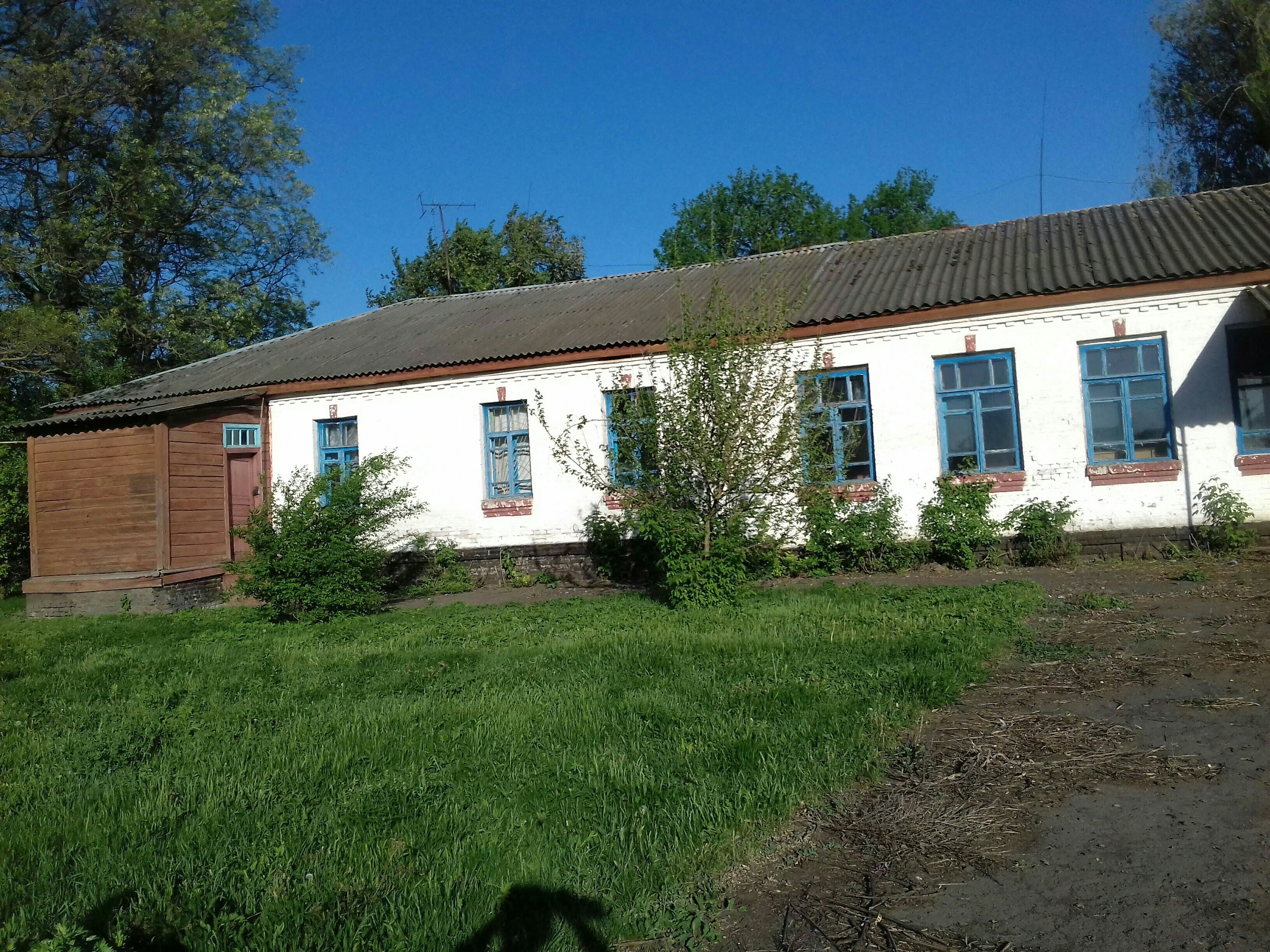